# 卡特林那巡天系統
卡特林那巡天系統（英語：Catalina Sky Survey）是一個發現彗星和小行星，包括搜索近地小行星的計畫。更具體的說，搜索可能對地球構成撞擊威脅，有潛在威脅小行星（potentially hazardous asteroid，PHAs）的高危險群。

## 任務
近地天體觀測計畫（NEOO）是1998年美國國會交付給美國國家航空暨太空總署的任務：至少確認90%以上，直徑大於1公里的近地天體。卡特林那巡天（CSS）和它的分支機構，賽丁泉巡天（Siding Spring Survey，SSS），為國會的目標做出貢獻，開始進行搜索近地天體。
找出有撞擊威脅的天體，此一專案還有其它的好處。例如，可以改善對主帶小行星天體分布狀態的認知，發現遠離近日點的遠距離彗星，確定近地天體碰撞歷史的產物，和如何輸送進入內太陽系，以及確認飛行計畫中的潛在目標。

## 技術
卡特林那巡天系統使用3架望遠鏡：在萊蒙山天文台峰頂的1.5米（60英吋）、f/2望遠鏡，靠近畢吉諾山68公分（27英吋）、f/1.7的施密特望遠鏡（這兩架都在亞利桑納州）和澳大利亞賽丁泉天文台0.5米（20英吋）、f/3的烏普薩拉施密特望遠鏡。這三個站都使用相同熱電低溫照相機和CSS團隊所撰寫的一般軟體。照相機被冷卻至-100C的溫度，因此它的暗電流低至大約是每小時一顆電子。4096×4096像素的相機提供給1.5米望遠鏡1平方度的視野，卡特林那施密特望遠鏡的視野則將近9平方度。理論上，1.5米望遠鏡曝光30秒就可以拍攝到視星等比21.5等暗的天體。
除了以滿月為中心的幾個夜晚，CSS在每一個晴朗的夜晚都會運作。

## 結果

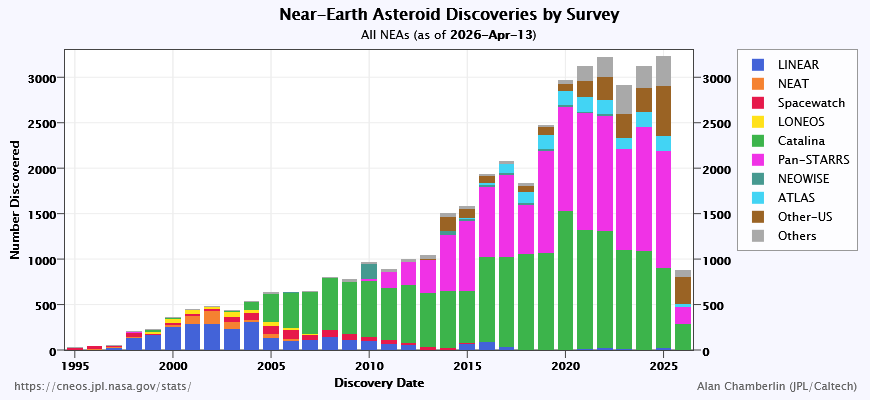
不同計畫檢測到的近地天體數量

在2005年，卡特林那巡天超越林肯近地小行星研究小組，成為最多產的近地天體和潛在威脅小行星發現者，此後也是每年最有成效的。歷年來卡特林那巡天發現的近地天體數量為2005年310顆、2006年396顆、2007年466顆、2008年564顆。

### 值得注意的發現
- 小行星2007 WD5，2007年11月20日

2008年1月9日掠過火星近旁。
- 小行星2007 TU24，2007年10月11日

2008年1月29日接近地球。
- 小行星2008 TC3，2008年10月6日

2008年10月7日墜入地球。

## CSS/SSS小組
CSS小組由亞利桑那大學的月球與行星實驗室的Ed Beshore領導。
完整的小組是：
- Steve Larson
- Ed Beshore
- Rik Hill （页面存档备份，存于）
- 理查·科瓦斯基（Richard A. Kowalski）
- Alex Gibbs
- 安德烈亞·博蒂尼（Andrea Boattini）
- Al Grauer

在澳大利亞：
- 羅伯特·麥克諾特
- 戈登·傑拉德

## 教育延伸工作
CSS也協助夏令營向參加者顯示如何檢測小行星。他們甚至在2006年的成人的夏令營也發揮了功能，展示專業的天文圖片做為天文圖片日的結束。

## 外部連結
- Catalina Sky Survey Website（页面存档备份，存于）
- Overview and history（页面存档备份，存于）